# Амадзакэ
Амадзакэ (яп. 甘酒) — традиционный японский сладкий напиток с низким содержанием алкоголя, приготовляемый из ферментированного риса. Происхождение амадзакэ отсчитывается от Периода Кофун, когда напиток был упомянут в Нихон Сёки. Данный продукт приготавливается при помощи плесневого грибка, называемого кодзи (яп. 麹, Aspergillus oryzae), который также используется в производстве мисо, соевого соуса и сакэ.
Некоторые из рецептов приготовления амадзакэ используются сотни лет. Например, одним из популярных вариантов является добавление кодзи в охлаждённый цельнозерновой рис, в результате чего ферменты расщепляют углеводы на более простые нерафинированные сахара и по мере вызревания смеси, у напитка появляется естественный сладкий вкус. Другим распространённым рецептом является простое смешение пасты сакэ касу с водой и добавлением сахара.
Амадзакэ может выступать в качестве десерта, закуски, натурального подсластителя, детского питания, заправки для салата или смузи. Традиционный напиток, приготовляемый смешением амадзакэ с водой, последующим кипячением и добавлением щепотки мелконатёртого имбиря, ранее являлся популярным товаром уличных продавцов, а в настоящее время всё ещё подаётся в гостиницах, чайных домиках и на фестивалях. Большое количество синтоистских храмов предлагают или продают амадзакэ на Новый Год. В XX веке была изобретена быстрорастворимая версия напитка.
Амадзакэ считается очень питательным продуктом, содержащим витамины B1, B2, B6, фолиевую кислоту, клетчатку, олигосахариды, цистеин, аргинин и глутамин. Напиток часто используется в Японии при похмелье. Вне Японии, амадзакэ часто продаётся в азиатских гастрономах во время зимы или круглогодично в американских и европейских магазинах натуральных продуктов в качестве напитка или подсластителя.
Похожими напитками являются китайский цзюнян и корейский камджу. В виноделии, похожим продуктом является муст — сладкий, густой свежевыжатый виноградный сок.